# Distretto di Qoraozaq
Il distretto di Qoraozaq è uno dei 14 distretti della Repubblica autonoma del Karakalpakstan, in Uzbekistan. Il capoluogo è Qoraozaq.